# Gouden brilvogel
De gouden brilvogel (Cleptornis marchei) is een vogel uit de familie van de brilvogels uit het monotypische geslacht Cleptornis. De vogel werd in 1889 door de Franse vogelkundige  Émile Oustalet geldig beschreven. Het is een in zijn voortbestaan bedreigde brilvogel die endemisch  is op de Noordelijke Marianen.

## Kenmerken
De vogel is 14 cm lang en weegt gemiddeld 20,2 g. Het is een onmiskenbare vogel met een oranjerode kop met een smalle lichte ring om het oog. De buik en borst zijn ook goudkleurig oranjegeel, naar de flanken toe meer kaneelkleurig. De rug en vleugels zijn geelachtig groen, de staart- en vleugelveren hebben oranjegele randen.

## Verspreiding en leefgebied
De vogel is endemisch op de Marianen en komt daar voor op Aguijan en Saipan. Het leefgebied waarin de vogel bij voorkeur verblijft zijn de oorspronkelijke bossen op kalksteenformaties. De vogel komt echter ook voor in andere bosrijke habitats en zelfs in buitenwijken, maar niet in moerasgebieden en savanne.

## Status
De grootte van de wereldpopulatie werd in 2014 geschat op 29.000-70.000 volwassen individuen, maar dit aantal gaat achteruit. Gevreesd wordt dat de bruine nachtboomslang (Boiga irregularis) zich uitbreidt op Saipan, wat een bedreiging is voor de zangvogelpopulatie. Verder vindt er aantasting van het leefgebied plaats door menselijke activiteiten, maar er wordt ook gevreesd voor aantasting door zeespiegelstijging onder invloed van klimaatverandering. Om deze redenen staat de gouden brilvogel als bedreigd op de Rode Lijst van de IUCN.